# Гурандухт Абхазька

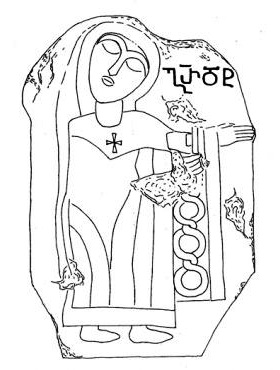
Цариця Гурандухт. Замальовка рельєфу з собору Кумурдо, бл. 964 року.

Гурандухт (груз. გურანდუხტი, გუარანდუხტი; нар. 960 — пом. 999) — донька абхазького царя Георгія II і дружина царя Картлі Гургена з династії Багратидів. Вона була останнім відомим членом царського дому Абхазії, що дало можливість її синові Баграту претендувати на корону Абхазії. Будучи спадкоємцем грузинських багратидских князівств, Баграт став першим царем єдиного Грузинського царства. Гурандухт підтримувала свого сина в його політичних і культурних починаннях. Цариця, відома завядки згадкам у «Картліс цховреба» та декільком написам.

## Біографія
Гурандухт була дочкою царя Абхазії Георгія II, який правив у 916—960 роках, і таким чином, сестрою трьох наступних монархів — Леона III, Деметрія III і Феодосія III. Гурандухт була зображена на рельєфі на північному тромпі над східною аркою собору Кумурдо в Джавахетії із супровідним написом, виконаним середньовічним грузинським шрифтом асомтаврулі: ႢႰႣႲ. На південному рельєфі був зображений її брат Леон III, який там не названий по імені, але згадується в дарчому написі на південній двері церкви, датованої 964 роком.
Гурандухт була одружена Гургеном з династії Багратидів, сином Баграта II Простого, номінального царя Картлі, яка де-факто перебувала під владою Абхазького царства. Оскільки ні один з братів Гурандухт не залишив після себе спадкоємця чоловічої статі, її син від Гургена, Баграт, був потенційним спадкоємцем корон Абхазії і Картлі. Крім того, Баграт був усиновлений своїм могутнім двоюрідним братом Давидом III Куропалатом за порадою Йоване Марушісдзе, еріставі Картлі. Давид поставив малолітнього князя Баграта правителем Картлі в 975 році, а Гургена і Гурандухта його регентами. Династія зіткнулася з сильним опором з боку знаті, але користувалася підтримкою і заступництвом Давида III Куропалата. У 978 році, знову ж стараннями Марушідзе, слабкий панівний брат Гурандухт Феодосій III був позбавлений влади, а повнолітній Баграт був проголошений царем Абхазії. З цієї нагоди Баграт і Гурандухт фінансували будівництво Бедійського собору, завершене в 999 році, якому подарували позолочену чашу.
Деякий час, поки Баграт був відсутній в Абхазії, Гурандухт керувала ключовим укріпленим, висіченим у скелях містом Уплісцихе і частиною Картлі. Чоловік Гурандухт Гурген успадкував після смерті свого батька пост царя Картлі в 994 році. Коли він помер в 1008 році, Баграт вперше в історії об'єднав західне царство Абхазії зі східним царством Картлі, поклавши початок єдиного Грузинського царства.
Дата смерті Гурандухт невідома, але вона згадується як померла в двох написах Баграта III: недатованій з Ахалсопелі в Квемо-Картлі та іншої, датованої 1002 роком, з церкви Цвимоети в Шида-Картлі.